# Казелле-Ланди
Казелле-Ланди (итал. Caselle Landi) — коммуна в Италии, располагается в регионе Ломбардия, подчиняется административному центру Лоди.
Население составляет 1765 человек, плотность населения составляет 71 чел./км². Занимает площадь 25 км². Почтовый индекс — 20070. Телефонный код — 0377.
Покровителем коммуны почитается святой Савин из Пьяченцы, празднование в четвёртое воскресение октября.

## Достопримечательности
- Храм Успения Пресвятой Девы Марии (Казелле Ланди)